# Il club degli assassini
Il club degli assassini è un film del 1967 diretto da Werner Jacobs.

## Trama
L'agente speciale Jerry Cotton indaga su una gang specializzata nel rapimento di figli di ricchi industriali.